# آشپزی سریلانکایی

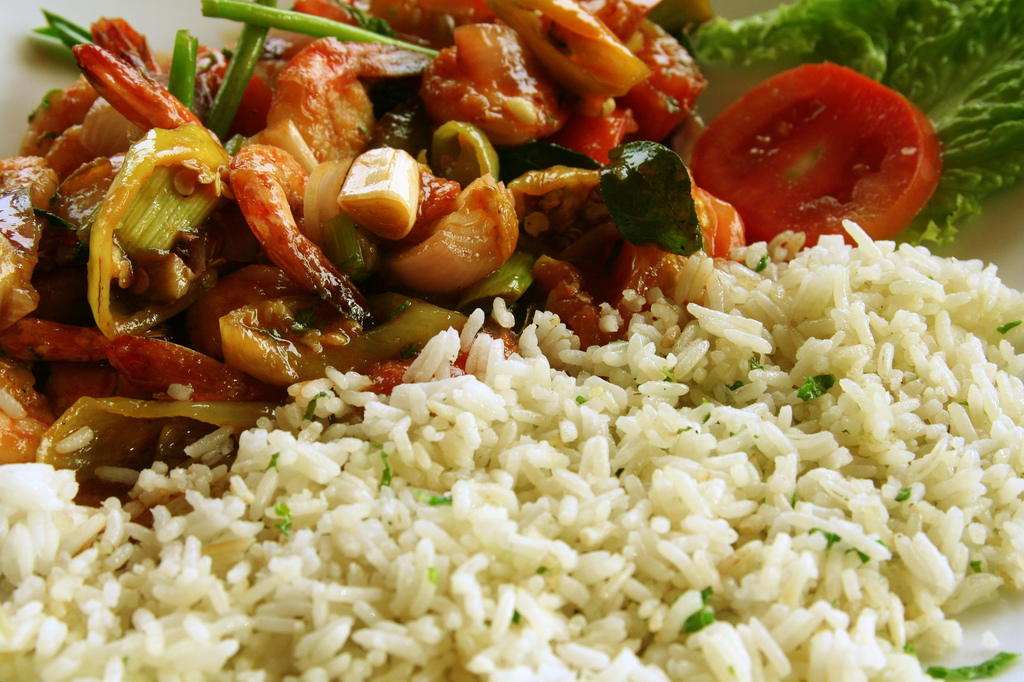
بشقاب برنج و میگوی معمول در سریلانکا

آشپزی سریلانکایی (انگلیسی: Sri Lankan cuisine) از عوامل تاریخی و فرهنگی بسیاری تاثیر پذیرفته‌است. ارتباط با تجار خارجی که باعث ورود غذاهای جدید به این آشپزی شده در کنار نفوذ فرهنگی کشورهای همسایه و همچنین سنت‌های محلی گروه‌های قومی این کشور، همه به شکل دادن آشپزی سریلانکایی کمک کرده‌اند. آشپزی‌های هندی، اندونزیایی و هلندی تاثیرات مشهودی در آشپزی سریلانکایی داشته‌اند، در حالی که این آشپزی ارتباط تنگاتنگی با آشپزی کشورهای همسایه جنوبی خود دارد. امروزه، برنج، نارگیل و ادویه از اقلام غذایی اصلی این آشپزی است.